# Rhabdoblatta darevskii
Rhabdoblatta darevskii är en kackerlacksart som först beskrevs av Bei-Bienko 1965.  Rhabdoblatta darevskii ingår i släktet Rhabdoblatta och familjen jättekackerlackor. Inga underarter finns listade i Catalogue of Life.